# Isole Vasilief
Le isole Vasilief sono un gruppo di isole disabitate delle isole Andreanof, nell'arcipelago delle Aleutine, e appartengono all'Alaska (USA). Sono situate al largo della costa meridionale dell'isola Atka.